# Arroux
Der Arroux ist ein ca. 128 km langer Fluss in der Region Bourgogne-Franche-Comté in Frankreich. Er entspringt im Gemeindegebiet von Culètre, entwässert zunächst nach Westen, dann nach Südwest und mündet nach rund 128 Kilometern bei Digoin als rechter Nebenfluss in die Loire. Auf seinem Weg durchquert er die Départements Côte-d’Or und Saône-et-Loire.

## Nebenflüsse
| links - Villeneuve, 18 km - Lacanche, 28 km - Drée, 39 km - Mesvrin, 36 km - Pontins, 19 km - Bourbince, 84 km | rechts - Suze, 18 km - Trévoux, 16 km - Ternin, 48 km - Celle, 28 km - Méchet, 24 km - Braconne 18 km |

(Reihenfolge in Fließrichtung)

## Geschichte
Die Römer errichteten am Arroux (alter Name Atuvaros) die Stadt Augustodunum, deren ehemalige Bedeutung aus ihrer Charakterisierung als Soror et Aemula Romae („Schwester und Rivalin Roms“) hervorgeht. Ende des 19. Jahrhunderts wurde Wasser des Flusses Arroux bei Gueugnon abgezweigt und über einen 14 Kilometer langen Versorgungskanal (Rigole de l’Arroux) östlich der Stadt Digoin in den Canal du Centre geleitet, um die Wasserversorgung des Kanals zu verbessern. Die Rigole de l’Arroux war damals für kleine Schiffe befahrbar. In den 1950er Jahren wurde der Hafen in Gueugnon jedoch geschlossen und die Schifffahrt auf diesem Versorgungskanal eingestellt. Dennoch funktioniert die Wasserversorgung über den Kanal bis heute.

## Orte am Fluss
- Arnay-le-Duc
- Autun
- Étang-sur-Arroux
- Toulon-sur-Arroux
- Gueugnon
- Digoin